# Borgendael
Borgendael (en néerlandais : Borgendaal) est le nom de l'ancien domaine des châtelains de Bruxelles.

## Toponymie
Borgendael pourrait se traduire par vallée des Borchs, des châteaux, et désignait le vallon séparant les deux châteaux  celui des ducs de Brabant et celui des châtelains de Bruxelles.

## Histoire
Le château des châtelains se trouvait juste à côté du château des ducs de Brabant, bien que la chronologie entre eux reste un sujet de débat. Le toponyme Borgendael, donné à cette enclave sous l'autorité du châtelain peut indiquer que les deux châteaux étaient séparés par une dépression.
Le domaine devint une sorte  franchise. On y levait pas de taxes et les règlements des corporations n'y étaient pas appliqués. Les corporations voyaient dans le Borgendael une des plus grandes sources de leur problème. En 1774, il fut décidé de mettre fin à cette situation.

## Impasse
Aujourd'hui à la place du domaine on trouve une impasse : l'impasse du Borgendael.